# Stegolepis neblinensis
Stegolepis neblinensis är en gräsväxtart som beskrevs av Bassett Maguire. Stegolepis neblinensis ingår i släktet Stegolepis och familjen Rapateaceae. Inga underarter finns listade i Catalogue of Life.